# Ken'ichirō Tokura
Ken'ichirō Tokura (戸倉 健一郎?, Tokura Ken'ichirō; Prefettura di Kanagawa, 31 maggio 1971) è un ex calciatore giapponese, di ruolo difensore.